# Akwedukt na Gozo
Akwedukt na Gozo (ang. Gozo Aqueduct) – akwedukt na wyspie Gozo, Malta. Zbudowany został w latach 1839–1843 przez Brytyjczyków, aby przesyłać wodę ze wzgórza Għar Ilma, obok Kerċem, do stolicy wyspy Victorii. W fosie Cittadelli zbudowano zbiornik, by gromadzić wodę.

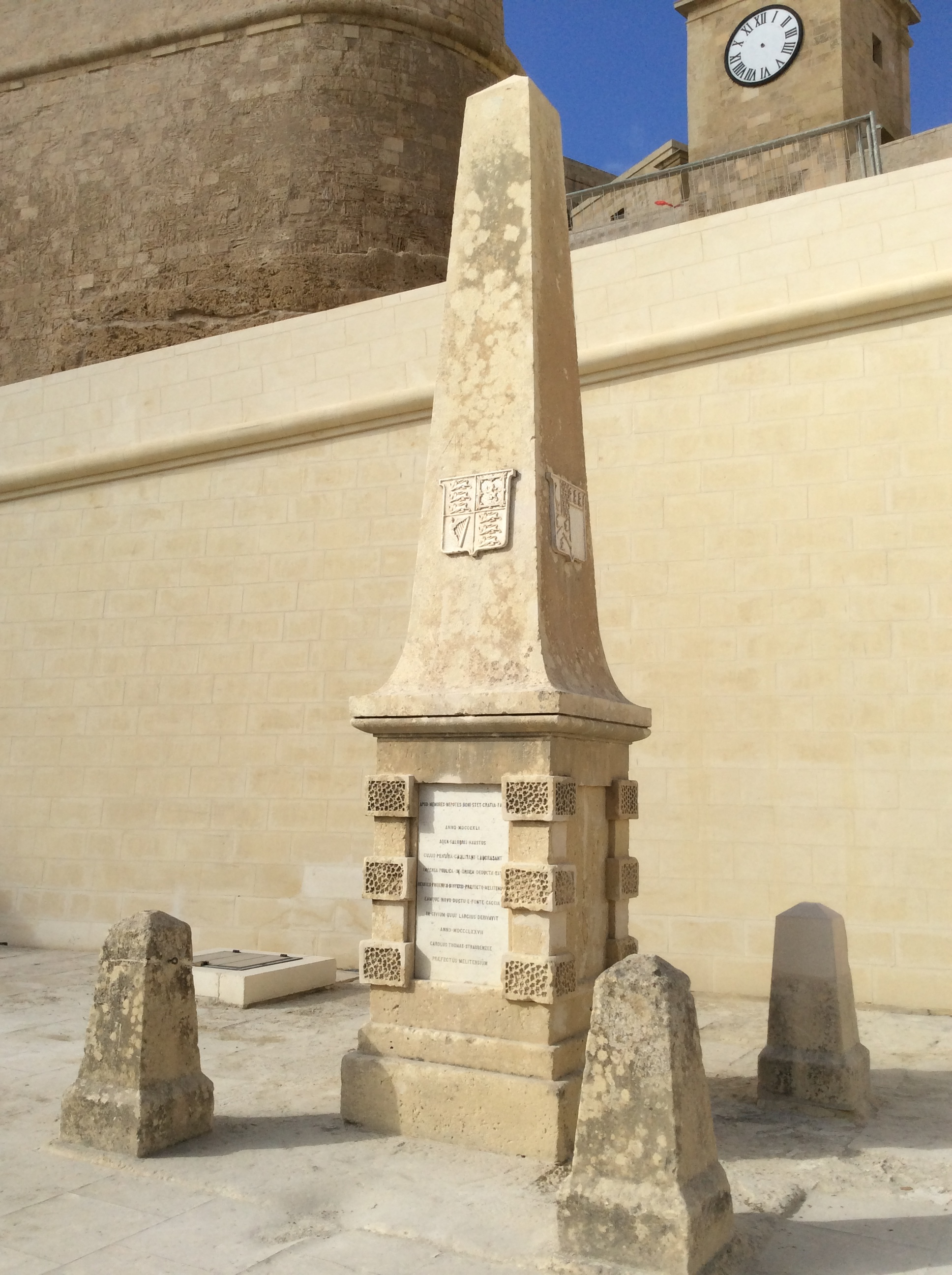
Obelisk upamiętniający otwarcie akweduktu

Obok zbiornika postawiono obelisk, upamiętniający otwarcie akweduktu.
Akwedukt został w końcu zamknięty, zastąpiony został przez system rur i pomp elektrycznych. Dziś jest w ruinie, kilka jego odcinków wciąż stoi.